# El maestro (sèrie de televisió)
El maestro és una minisèrie argentina coproduïda per Pol-ka Producciones, Turner Broadcasting System, Eltrece, Cablevisión i TNT, que és transmesa per Eltrece i per la cadena estatunidenca TNT, des del 13 de setembre de 2017. Protagonitzada per Julio Chávez. Coprotagonitzada per Inés Estévez, Luz Cipriota, Eugenia Guerty i Abel Ayala. També, va comptar amb les actuacions especials de Carla Quevedo i el primer actor Juan Leyrado. Compte la història de Prat, un exballarí de dansa clàssica que va saber ser figura mundial.

## Sinopsi
Prat (Julio Chávez), exballarí de dansa clàssica, amb passat com a estrella mundial, es troba fent classes en una escola de barri, amb suport del seu amic, Mario (Juan Leyrado). Mentre espera al seu fill, provinent d'Espanya, es dona la detenció del jove, i la necessitat si es fac9 càrrec del seu net, amb qui no té una relació pròxima.

## Elenc i personatges
- Julio Chávez com Abel Prat, mestre de Ballet.
- Inés Estévez com Paulina Bravo, coreògrafa i exesposa de Prat.
- Juan Leyrado com Mario, soci de Prat.
- Carla Quevedo com Luisa Galarza, alumna de Prat.
- Luz Cipriota com Bianca Lotti, núvia i protégée de Paulina.
- Eugenia Guerty com Carolina, secretària de l'estudi de dansa de Prat.
- Germán De Silva com Raúl, padrastre de Luisa.
- María Socas com Mirta, mare de Luisa.
- Nora Cárpena com Inmaculada, mare de Mirta i àvia de Luisa.
- Abel Ayala com Brian, boxador i nuvi de Luisa.
- Francisco Lumerman com Guido, assistent de Paulina.
- Federico Salles com Matías, professor adjunt en l'estudi de Prat.
- Matías Silva com Camilo Prat, net de Prat i Paulina.
- Gerardo Otero com Pedro Prat, fill de Prat i Paulina i pare de Camilo.
- Agustina Benedettelli com Ana, mare de Camilo.
- Marcos Montes com La Reyna
- Ignacio Pérez Cortés com Diego, alumne de Prat.
- Emiliano Carrazone com Boris, amic de Diego.
- Coni Marino com Roberta Ulrich, amiga de Paulina.
- Guido Botto Fiora

## Episodis
| Núm. | Títol                        | Direcció      | Guió                           | Data d'emissió original                                               | Espectadors (milions) |
| ---- | ---------------------------- | ------------- | ------------------------------ | --------------------------------------------------------------------- | --------------------- |
| 1    | «El pacto»                   | Daniel Barone | Romina Paula & Gonzalo Demaría | 13 de setembre de 2017 (eltrece) 14 de setembre de 2017 (Cablevisión) | 13.5                  |
| 2    | «El corsario»                | Daniel Barone | Romina Paula & Gonzalo Demaría | 14 de setembre de 2017 (Cablevisión) 20 de setembre de 2017 (eltrece) | 10.3                  |
| 3    | «La pelea»                   | Daniel Barone | Romina Paula & Gonzalo Demaría | 14 de setembre de 2017 (Cablevisión) 27 de setembre de 2017 (eltrece) | 9.9                   |
| 4    | «Bailar»                     | Daniel Barone | Romina Paula & Gonzalo Demaría | 14 de setembre de 2017 (Cablevisión) 4 d'octubre de 2017 (eltrece)    | Sense anunciar        |
| 5    | «La carta»                   | Daniel Barone | Romina Paula & Gonzalo Demaría | 14 de setembre de 2017 (Cablevisión) 11 d'octubre de 2017 (eltrece)   | Sense anunciar        |
| 6    | «El tigre»                   | Daniel Barone | Romina Paula & Gonzalo Demaría | 14 de setembre de 2017 (Cablevisión) 18 d'octubre de 2017 (eltrece)   | Sense anunciar        |
| 7    | «Victorias y derrotas»       | Daniel Barone | Romina Paula & Gonzalo Demaría | 14 de setembre de 2017 (Cablevisión) 25 d'octubre de 2017 (eltrece)   | Sense anunciar        |
| 8    | «Encuentros y desencuentros» | Daniel Barone | Romina Paula & Gonzalo Demaría | 14 de setembre de 2017 (Cablevisión) 1 de novembre de 2017 (eltrece)  | Sense anunciar        |
| 9    | «La señora Prat»             | Daniel Barone | Romina Paula & Gonzalo Demaría | 14 de setembre de 2017 (Cablevisión) 8 de novembre de 2017 (eltrece)  | Sense anunciar        |
| 10   | «Pérdidas»                   | Daniel Barone | Romina Paula & Gonzalo Demaría | 14 de setembre de 2017 (Cablevisión) 15 de novembre de 2017 (eltrece) | Sense anunciar        |
| 11   | «La final»                   | Daniel Barone | Romina Paula & Gonzalo Demaría | 14 de setembre de 2017 (Cablevisión) 22 de novembre de 2017 (eltrece) | Sense anunciar        |
| 12   | «Los adioses»                | Daniel Barone | Romina Paula & Gonzalo Demaría | 14 de setembre de 2017 (Cablevisión) 29 de novembre de 2017 (eltrece) | Sense anunciar        |

## Producció
Igual que el que va succeir amb Signos i La fragilidad de los cuerpos, es torna a donar una producció conjunta entre Pol-ka Producciones i TNT, a la qual se li suma Cablevisión. Al seu torn, es dona també una altra vegada el treball conjunt entre el protagonista de la sèrie Julio Chávez, i el director, Daniel Barone.
Per a la interpretació del paper de Prat, Julio Chávez va començar a estudiar dansa amb un exballarí del Teatro Colón, i va prendre classes de ballet, per a poder interioritzar-se encara més amb la carecterización, ja que segons ell, «perquè és un món especial, que no coneixia».

## Premis i nominacions
| Premi                | Data                   | Categoria                               | Nominats                       | Resultat   | Ref.  |
| -------------------- | ---------------------- | --------------------------------------- | ------------------------------ | ---------- | ----- |
| Premis Tato          | 13 de desembre de 2017 | Millor ficció unitari                   | El maestro                     | Nominat    | [ 9 ] |
| Premis Tato          | 13 de desembre de 2017 | Millor actriu protagonista d'unitari    | Inés Estévez                   | Nominada   | [ 9 ] |
| Premis Tato          | 13 de desembre de 2017 | Millor actriu protagonista d'unitari    | Carla Quevedo                  | Nominada   | [ 9 ] |
| Premis Tato          | 13 de desembre de 2017 | Millor actor protagonista d'unitari     | Julio Chávez                   | Nominat    | [ 9 ] |
| Premis Tato          | 13 de desembre de 2017 | Millor actor de repartiment             | Juan Leyrado                   | Nominat    | [ 9 ] |
| Premis Tato          | 13 de desembre de 2017 | Millor direcció de ficció               | Daniel Barone                  | Nominat    | [ 9 ] |
| Premis Tato          | 13 de desembre de 2017 | Millor guió original de ficció          | Romina Paula & Gonzalo Demaría | Nominats   | [ 9 ] |
| Premis Tato          | 13 de desembre de 2017 | Millor direcció d’art en ficció         | Mariana Sourrouille            | Nominada   | [ 9 ] |
| Premis Tato          | 13 de desembre de 2017 | Millor vestuari en ficció               | Jimena Bordes                  | Nominada   | [ 9 ] |
| Premis Tato          | 13 de desembre de 2017 | Millor director de fotografia en ficció | Guillermo Zappino              | Nominat    | [ 9 ] |
| Premis Tato          | 13 de desembre de 2017 | Millor edició en ficció                 | Alejandro Alem                 | Nominat    | [ 9 ] |
| Premis Martín Fierro | 3 de juny de 2018      | Millor unitari i/o minisèrie            | El maestro                     | Nominat    |       |
| Premis Martín Fierro | 3 de juny de 2018      | Millor actriu en unitari i/o minisèrie  | Inés Estévez                   | Nominada   |       |
| Premis Martín Fierro | 3 de juny de 2018      | Millor actor en unitari i/o minisèrie   | Julio Chávez                   | Nominat    |       |
| Premis Martín Fierro | 3 de juny de 2018      | Millor actriu de repartiment            | Luz Cipriota                   | Guanyadora |       |
| Premis Martín Fierro | 3 de juny de 2018      | Revelació                               | Carla Quevedo                  | Nominada   |       |
| Premis Martín Fierro | 3 de juny de 2018      | Millor director                         | Daniel Barone                  | Nominat    |       |
| Premis Martín Fierro | 3 de juny de 2018      | Millor autor/llibretista                | Romina Paula & Gonzalo Demaría | Nominats   |       |